# Премія «Люм'єр» найкращій акторці
Премія «Люм'єр» найкращій акторці (фр. Prix Lumières de la meilleure actrice) одна з премій, яку присуджу французька Академія «Люм'єр» (фр. Académie des Lumières) з 1996 за найкращу жіночу роль в кіно.

## Переможці та номінанти
Нижче наведено список лауреатів та номінантів премії. Імена переможців виділені окремим кольором. Позначкою ★ відмічено фільми, які також отримали перемогу у категорії «Найкращий актор».

### 1990-ті
| Рік       | Переможці і номінанти | Назва українською   | Оригінальна назва      |
| --------- | --------------------- | ------------------- | ---------------------- |
| 1996 1-ша | Ізабель Юппер         | Церемонія           | La Cérémonie           |
| 1997 2-га | Фанні Ардан           | ★ Насмішка          | Ridicule               |
| 1998 3-тя | Міу-Міу               | Сухе прибирання     | Nettoyage à sec        |
| 1999 4-та | Елоді Буше            | Уявне життя ангелів | La Vie rêvée des anges |

### 2000-ні
| Рік        | Переможці і номінанти | Назва українською                         | Оригінальна назва                   |
| ---------- | --------------------- | ----------------------------------------- | ----------------------------------- |
| 2000 5-та  | Карін Віар            | Будь хоробрим!                            | Haut les cœurs!                     |
| 2001 6-та  | Ізабель Юппер         | Дякую за шоколад                          | Merci pour le chocolat              |
| 2002 7-ма  | Одрі Тоту             | Амелі                                     | Le Fabuleux destin d'Amélie Poulain |
| 2003 8-ма  | Ізабель Карре         | Згадати про прекрасне                     | Se souvenir des belles choses       |
| 2004 9-та  | Сільвія Тестю         | Страх і трепет                            | Stupeur et tremblements             |
| 2005 10-та | Еммануель Дево        | ★ Королі та королева                      | Rois et Reine                       |
| 2006 11-та | Ізабель Юппер         | Габріель                                  | Gabrielle                           |
| 2007 12-та | Марина Гендс          | Леді Чаттерлей                            | Lady Chatterley                     |
| 2007 12-та | Даніель Дар'є         | Новий шанс                                | Nouvelle chance                     |
| 2007 12-та | Сабіна Азема          | Серця                                     | Cœurs                               |
| 2007 12-та | Ізабель Юппер         | Комедія влади                             | L'Ivresse du pouvoir                |
| 2007 12-та | Марина де Ван         | Я думаю про тебе                          | Je pense à vous                     |
| 2008 13-та | Маріон Котіяр         | Життя у рожевому кольорі                  | La Môme                             |
| 2008 13-та | Мелані Лоран          | Кімната смерті                            | La Chambre des morts                |
| 2008 13-та | Сільвія Тестю         | Таємниця Антуана Ватто                    | Ce que mes yeux ont vu              |
| 2008 13-та | Людівін Саньє         | Одна дівчина на двох                      | La Fille coupée en deux             |
| 2008 13-та | Марина Фоїс           | Дорога́                                    | Darling                             |
| 2009 14-та | Йоланда Моро          | Серафіна з Санліса                        | Séraphine                           |
| 2009 14-та | Катрін Фро            | Слід ангела                               | L'Empreinte de l'ange               |
| 2009 14-та | Фелісіте Вуассі       | Допоможи собі сам, тоді Бог тобі допоможе | Aide-toi, le ciel t'aidera          |
| 2009 14-та | Крістін Скотт Томас   | Я так давно тебе кохаю                    | Il y a longtemps que je t'aime      |
| 2009 14-та | Сільвія Тестю         | Саган                                     | Sagan                               |

### 2010-ті
| Рік        | Переможці і номінанти | Назва українською                  | Оригінальна назва                |
| ---------- | --------------------- | ---------------------------------- | -------------------------------- |
| 2010 15-та | Ізабель Аджані        | Останній урок                      | La Journée de la jupe            |
| 2010 15-та | Сандрін Кіберлен      | Мадемуазель Шамбон                 | Mademoiselle Chambon             |
| 2010 15-та | Домінік Блан          | Інша                               | L'Autre                          |
| 2010 15-та | Валерія Бруні-Тедескі | Давні коханці                      | Les Regrets                      |
| 2010 15-та | Одрі Тоту             | Коко до Шанель                     | Coco avant Chanel                |
| 2011 16-та | Крістін Скотт Томас   | Її звуть Сара                      | Elle s'appelait Sarah            |
| 2011 16-та | Катрін Денев          | Відчайдушна домогосподарка         | Potiche                          |
| 2011 16-та | Жульєт Бінош          | Завірена копія                     | Copie conforme                   |
| 2011 16-та | Ізабель Карре         | Закохані невротики                 | Les Émotifs anonymes             |
| 2011 16-та | Людівін Саньє         | Босоніж по слимаках                | Pieds nus sur les limaces        |
| 2012 17-та | Береніс Бежо          | Артист                             | The Artist                       |
| 2012 17-та | Катрін Денев          | Кохані                             | Les Bien-aimés                   |
| 2012 17-та | Карін Віар            | Паліція                            | Polisse                          |
| 2012 17-та | К'яра Мастроянні      | Кохані                             | Les Bien-aimés                   |
| 2012 17-та | Марина Фоїс           | Паліція                            | Polisse                          |
| 2012 17-та | Валері Донзеллі       | Я оголошую війну                   | La Guerre est déclarée           |
| 2012 17-та | Клотильда Ем          | Анжель і Тоні                      | Angèle et Tony                   |
| 2013 18-та | Еммануель Ріва        | ★ Кохання                          | Amour                            |
| 2013 18-та | Катрін Фро            | Кухар для Президента               | Les Saveurs du palais            |
| 2013 18-та | Ноемі Львовскі        | Камілла роздвоюється               | Camille Redouble                 |
| 2013 18-та | Маріон Котіяр         | Іржа та кістка                     | De rouille et d'os               |
| 2013 18-та | Коріна Масьєро        | Луїза Віммер                       | Louise Wimmer                    |
| 2014 19-та | Леа Сейду             | Життя Адель                        | La Vie d'Adèle – Chapitres 1 & 2 |
| 2014 19-та | Леа Сейду             | Гранд Централ. Атомне кохання      | Grand Central                    |
| 2014 19-та | Катрін Денев          | По сигарети                        | Elle s'en va                     |
| 2014 19-та | Сандрін Кіберлен      | 9 місяців суворого режиму          | 9 mois ferme                     |
| 2014 19-та | Еммануель Сеньє       | Венера в хутрі                     | La Vénus à la fourrure           |
| 2014 19-та | Кріста Тере           | Ренуар. Останнє кохання            | Renoir                           |
| 2015 20-та | Карін Віар            | Сім'я Бельє                        | La famille Bélier                |
| 2015 20-та | Карін Віар            | Лулу — гола жінка                  | Lulu femme nue                   |
| 2015 20-та | Жульєт Бінош          | Зільс-Марія                        | Sils Maria                       |
| 2015 20-та | Емілі Дек'єнн         | Не його стиль                      | Pas son genre                    |
| 2015 20-та | Шарлотта Генсбур      | 3 серця                            | 3 cœurs                          |
| 2015 20-та | Шарлотта Генсбур      | Самба                              | Samba                            |
| 2015 20-та | Адель Енель           | Винищувачі                         | Les Combattants                  |
| 2015 20-та | Адель Енель           | Чоловік, якого надто сильно любили | L'Homme qu'on aimait trop        |
| 2015 20-та | Сандрін Кіберлен      | Вона його обожнює                  | Elle l'adore                     |
| 2016 21-ша | Катрін Фро            | Маргарита                          | Marguerite                       |
| 2016 21-ша | Еммануель Берко       | Мій король                         | Mon roi                          |
| 2016 21-ша | Ельза Зільберштейн    | Один плюс одна                     | Un plus une                      |
| 2016 21-ша | Ізя Іжлен             | Тепла пора року                    | La Belle Saison                  |
| 2016 21-ша | Клотильда Куро        | У тіні жінок                       | L'Ombre des femmes               |
| 2016 21-ша | Ізабель Юппер         | Долина любові                      | Valley of Love                   |
| 2017 22-га | Ізабель Юппер         | Вона                               | Elle                             |
| 2017 22-га | Вірджинія Ефіра       | У ліжку з Вікторією                | Victoria                         |
| 2017 22-га | Сідсе Бабетт Кнудсен  | Донька Бреста                      | La fille de Brest                |
| 2017 22-га | Маріон Котіяр         | Ілюзія кохання                     | Mal de pierres                   |
| 2017 22-га | Соко                  | Танцівниця                         | La danseuse                      |
| 2017 22-га | Жудіт Шемла           | Життя                              | Une vie                          |
| 2017 23-тя | Жанна Балібар         | Барбара                            | Barbara                          |
| 2017 23-тя | Хіам Аббасс           | У Сирії                            | Une famille syrienne             |
| 2017 23-тя | Жульєт Бінош          | Нехай світить сонце                | Un beau soleil intérieur         |
| 2017 23-тя | Карін Віар            | Заздрісниця                        | Jalouse                          |
| 2017 23-тя | Шарлотта Генсбур      | Обіцянка на світанку               | La Promesse de l'aube            |
| 2017 23-тя | Еммануель Дево        | Номер перший                       | Numéro une                       |
| 2017 24-та | Елоді Буше            | Опіканець                          | Pupille                          |
| 2017 24-та | Сесіль де Франс       | Мадемуазель де Жонк'єр             | Mademoiselle de Joncquières      |
| 2017 24-та | Леа Дрюкер            | Опіка                              | Jusqu'à la garde                 |
| 2017 24-та | Вірджинія Ефіра       | Неможливе кохання                  | Un amour impossible              |
| 2017 24-та | Мелані Тьєррі         | Біль                               | La Douleur                       |